# Submarino U-601
El submarino alemán U -601 fue un submarino tipo VIIC construido para la Kriegsmarine de la Alemania nazi para el servicio en la Segunda Guerra Mundial. Fue comisionado el 18 de diciembre de 1941 y hundido el 25 de febrero de 1944, habiendo hundido cuatro barcos. Sus comandantes fueron Peter-Ottmar Grau y Otto Hansen.

## Descripción
El U-601 fue construido por Blohm & Voss, en Hamburgo dentro del astillero número 577. Se ordenó el 22 de mayo de 1940 y la quilla se colocó el 10 de febrero de 1941. El U-601 se botó el 29 de octubre de 1941.

## Diseño
Los submarinos alemanes Tipo VIIC fueron precedidos por los submarinos más cortos Tipo VIIB. El U-601 tenía una capacidad de 769 toneladas (757 toneladas largas) cuando estaba en la superficie y 871 toneladas (857 toneladas largas) mientras estaba sumergido. Tenía una longitud total de 67,10 m (220 pies 2 pulgadas), una longitud de casco de presión de 50,50 m (165 pies 8 pulgadas), una manga de 6,20 m (20 pies 4 pulgadas), una altura de 9,60 m ( 31 pies 6 pulgadas) y un calado de 4,74 m (15 pies 7 pulgadas). El submarino estaba propulsado por dos motores diésel Germaniawerft F46 de cuatro tiempos y seis cilindros . produciendo un total de 2800 a 3200 caballos de fuerza métricos (2060 a 2350 kW; 2760 a 3160 shp) para uso en superficie, dos motores eléctricos Brown, Boveri & Cie GG UB 720/8 de doble acción que producían un total de 750 caballos de fuerza métricos (550 kW; 740 shp) para uso sumergido. Tenía dos ejes y dos hélices de 1,23 m (4 pies ) . El barco era capaz de operar a profundidades de hasta 230 metros (750 pies).
El submarino tenía una velocidad máxima en superficie de 17,7 nudos (32,8 km/h; 20,4 mph) y una velocidad máxima sumergida de 7,6 nudos (14,1 km/h; 8,7 mph).  Cuando estaba sumergido, el submarino podía operar durante 80 millas náuticas (150 km; 92 mi) a 4 nudos (7,4 km/h; 4,6 mph); cuando salió a la superficie, podía viajar 8.500 millas náuticas (15.700 km; 9.800 mi) a 10 nudos (19 km / h; 12 mph). El U-601 estaba equipado con cinco tubos lanzatorpedos de 53,3 cm (21 pulgadas) (cuatro instalados en la proa y uno en la popa), catorce torpedos , un cañón naval SK C/35 de 8,8 cm (3,46 pulgadas) , 220 proyectiles y un cañón de 2 Cañón antiaéreo C/30 de cm (0,79 pulgadas) . El barco tenía una dotación de entre cuarenta y cuatro y sesenta..

## Historial de servicio
Participó en diez patrullas, exclusivamente en el océano Ártico. Estuvo asignado a:
- 5.º U-Flotilla de submarinos (18 de diciembre de 1941 – 30 de junio de 1942)
- 11.º U-Flotilla de submarinos (1 de julio de 1942 – 31 de mayo de 1943)
- 13.º U-Flotilla de Submarinos (1 de junio de 1943 – 25 de febrero de 1944)

El 23 de noviembre de 1942, junto con el U-625 como parte de la manada de lobos conocida como Boreas, atacó el convoy QP 15 y hundió el carguero soviético Kuznets Lesov

## Hundimiento
Fue hundido por cargas de profundidad en el océano Ártico el 25 de febrero de 1944 al noroeste de Narvik , Noruega, por un RAF Catalina en la posición 70 ° 26'N 12 ° 40'E. Se perdió con las 51 vidas que llevaba dentro.

## Manada de lobos
U-601 participó en cinco manadas de lobos, concretamente:
- Boreas (19 noviembre – 6 de diciembre de 1942)
- Wiking (20 septiembre – 3 de octubre de 1943)
- Eisenbart (19 de diciembre de 1943 – 5 de enero de 1944)
- Isegrim (16 – 27 de enero de 1944)
- Werwolf (27 enero – 1 de febrero de 1944)

## Historial de incursiones
| Fecha                   | Nombre de barco | Nacionalidad    | Arqueo (GRT) | Destino |
| ----------------------- | --------------- | --------------- | ------------ | ------- |
| 1 de agosto de 1942     | Krestjanin      | Unión Soviética | 2,513        | Hundido |
| 24 de agosto de 1942    | Kujbyshev       | Unión Soviética | 2,332        | Hundido |
| 24 de agosto de 1942    | Medveznohok     | Unión Soviética | 50           | Hundido |
| 23 de noviembre de 1942 | Kuznets Lesov   | Unión Soviética | 3,974        | Hundido |